# Takto Youtiya Homrasmy
Takto Youtiya Homrasmy (ur. 25 marca 1956) – laotański bokser, olimpijczyk.
Wystąpił na Letnich Igrzyskach Olimpijskich 1980 w wadze piórkowej do 57 kg. W 1/32 finału miał wolny los. W 1/16 finału zmierzył się z Zambijczykiem Winfredem Kabundą, z którym przegrał przez RSC w pierwszej rundzie. 